# Glostrup Ejby Station
|  | Fremtidig bygning Denne artikel omhandler en bygning, der er under opførelse. Det er derfor muligt, at indholdet er af spekulativ natur, og ligeledes, at indholdet kan ændre sig markant efterhånden som flere oplysninger bliver tilgængelige. |

Glostrup Ejby Station er en kommende letbanestation på Hovedstadens Letbane (Ring 3-letbanen) i Glostrup Kommune. Stationen kommer til at ligge på Nordre Ringvej ved krydset med Ejbydalsvej, omtrent halvvejs mellem de nuværende busstoppesteder ved Ejby Smedevej og Ejby Industrivej. Den kommer til at ligge på den østlige side af vejen lige nord for krydset og kommer til at bestå af to spor med hver sin perron. Hver perron bliver ca. 35 m lang og 2,45 m bred, hvortil kommer ramper i begge ender. Perronerne er hævet over terræn for at lette ind- og udstigning, mens ramperne gør det muligt for kørestole og barnevogne mv. at komme til og fra perronerne. En lysreguleret overgang i hver ende af stationen vil gøre det muligt for passagerne at krydse sporene i niveau.
Den ene perron på stationen etableredes som den første del af en letbanestation i 2020-2021. Den fungerede som en prototype, der gjorde det muligt at indhente erfaringer, før resten af de nye letbanestationer blev bygget. Valget af stedet skyldtes blandt andet, at der var god plads omkring stationen, så man kunne arbejde med den uden at forstyrre trafikken og omgivelserne. Desuden var den permanent, så det var muligt at se, hvordan den kom til at fungere i forhold til stier og krydsning af sporene. I første omgang omfattede arbejdet med den bundsikring, afvanding, fundamenter til perronerne og forberedelse af installationer. Derefter kom så halvtag, bænke, informationstavler, trafikværn mv. Testkørsler med letbanetog forventes at begynde i 2024. Stationen forventes at åbne sammen med den første del af letbanen i efteråret 2025.
Navnet Glostrup Ejby skyldes, at der allerede findes en Ejby Station på Fyn, og derfor var man nødt til at finde et alternativt navn.